# Sporochnales
Sporochnales é uma ordem monotípica de macroalgas marinhas pertencentes à classe Phaeophyceae (algas castanhas), cuja única família é Sporochnacaeae, caracterizada por os seus membros serem algas filamentosas que crescem pela formação de fileiras células intercalares em forma de domo na base dos filamentos.